# Мохаммед Ель-Філалі
Мохаммед Ель-Філалі (араб. محمد الفيلالي, нар. 9 липня 1945) — марокканський футболіст, що грав на позиції нападника.

## Клубна кар'єра
У дорослому футболі дебютував 1962 року виступами за команду «Мулудія Уджда», кольори якої і захищав протягом 17-років по 1979 рік, забивши 40 голів у різних змаганнях і виграв чемпіонат Марокко у 1975 році.

## Виступи за збірну
1968 року дебютував в офіційних матчах у складі національної збірної Марокко.
У складі збірної був учасником чемпіонату світу 1970 року у Мексиці, де Марокко посіло останнє місце в групі, а Ель-Філалі взяв участь у всіх трьох матчах — проти Болгарії, Перу і ФРН. 
1972 року Мохаммед взяв участь спочатку у Кубку африканських націй в Камеруні, де зіграв у одному матчі з Конго (1:1), а команда не подолала груповий етап, а потім і в літніх Олімпійських іграх 1972 року, де був основним гравцем, зігравши у всіх шести іграх своєї команди
Загалом протягом кар'єри у національній команді, яка тривала 5 років, провів у її формі 31 матч, забивши 4 голи.

## Досягнення
- Чемпіон Марокко (1): 1974/75